# Solitaire de Cuba
Myadestes elisabeth
Espèce
Statut de conservation UICN

 NT  : Quasi menacé
Le Solitaire de Cuba (Myadestes elisabeth) est une espèce de passereau de la famille des Turdidae.